# ویکتور ارلیخ
ویکتور ارلیخ (انگلیسی: Victor Erlich; ۲۲ نوامبر ۱۹۱۴ – ۲۹ نوامبر ۲۰۰۷) مورخ ادبیات، نویسنده و استاد دانشگاه یهودی روس‌تبار اهل ایالات متحده آمریکا بود.

## زندگی
ویکتور ارلیخ در سال ۱۹۱۴ در سن پترزبورگ به دنیا آمد. پدرش هاینریش ارلیخ (۱۸۸۲–۱۹۴۲)، سیاستمدار یهودی و یکی از رهبران سازمان سوسیالیستی یهودی بود. مادر او سوفیا دوبنووا (۱۸۸۵–۱۹۸۶)، دختر سایمون دوبنو مورخ و نویسنده یهودی بود. در سال ۱۹۱۸، خانواده ارلیخ به لهستان مهاجرت کردند. ادبیات اسلاو را در سال‌های ۱۹۳۲–۱۹۳۷ در دانشگاه ورشو خواند. در سال ۱۹۴۲، با کمک چیونه سوگیهارا - معاون کنسول امپراتوری ژاپن در کاوناس، که بسیاری از یهودیان را از مرگ نجات داد - او موفق شد به همراه همسرش از ویلنیوس به ایالات متحده آمریکا سفر کند. در سال ۱۹۴۳ به ارتش آمریکا فراخوانده شد و در سال‌های ۱۹۴۴–۱۹۴۵ در اروپا جنگید.
پس از بازگشت به ایالات متحده، او از سال ۱۹۴۵ تا ۱۹۴۸ در دانشگاه کلمبیا به تحصیل در رشته ادبیات روسی پرداخت. او در سال ۱۹۵۱ عنوان دکترای فلسفه را کسب کرد. او از سال ۱۹۶۱ تا ۱۹۶۳ به عنوان معاون مؤسسه روسیه و خاور دور در دانشگاه واشینگتن به فعالیت پرداخت و از سال ۱۹۶۲ تا ۱۹۷۵ استاد ادبیات روسی در دانشگاه ییل بود. ارلیخ چندین کتاب و مقاله به زبان روسی منتشر کرده‌است.

## آثار در زبانِ فارسی
- فرمالیسم روسی: تاریخ − اصول (ترجمهٔ مسعود شیربچه)